# Aloe decipiens
Aloe decipiens é uma espécie de liliopsida do gênero Aloe, pertencente à família Asphodelaceae.